# Sphinx bombax
Sphinx bombax är en fjärilsart som beskrevs av Barnes och Benjamin 1927. Sphinx bombax ingår i släktet Sphinx och familjen svärmare. Inga underarter finns listade i Catalogue of Life.